# 다뉴브강가의 신발들

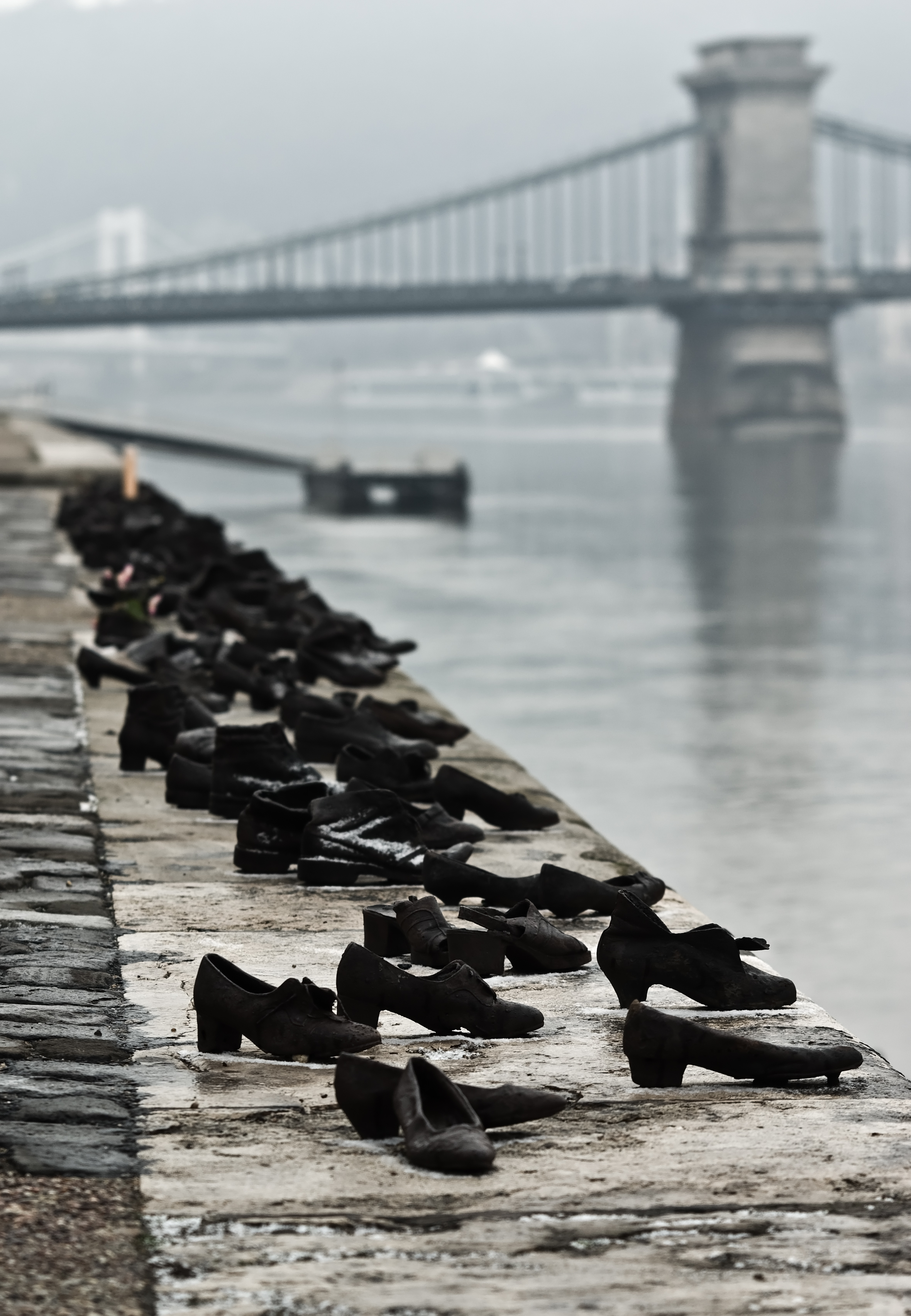
다뉴브강가의 신발들

다뉴브강가의 신발들(헝가리어: Cipők a Duna-parton)은 2005년 4월 16일 헝가리 부다페스트에 만들어진 기념물이다. 영화 감독인 칸 토가이가 고안하여 조각가 파우어 귤라와 함께 다뉴브강 동쪽 기슭에 세웠으며, 제2차 세계 대전 당시 부다페스트에서 화살십자당에 속한 파시스트 헝가리 민병대에 의해 학살당한 유대인을 기리기 위해 만들어졌다. 그들은 신발은 귀중품이어서 학살 후 민병대에 의해 훔쳐져 다시 팔릴 수 있었던 신발을 벗으라는 명령을 받았고, 물가에서 총을 맞아 그들의 시신이 강에 빠져 버려졌다. 이 기념비는 강가에 남겨진 그들의 신발을 나타낸다.